# جون سكوت (سياسي كندي)
جون سكوت هو سياسي كندي، ولد في 1822 في بروكفيل في كندا، وتوفي في 1857 في نيويورك في الولايات المتحدة. انتخب عمدة أوتاوا ‏ (1850 – 1850) وانتخب عمدة أوتاوا ‏ (1847 – 1847) وانتخب عمدة أوتاوا (1847 – 1850).